# Station Alouette-France
Station Alouette-France (ook Pessac-Alouette genoemd) is een spoorweghalte in de Franse gemeente Pessac. Het ligt aan de spoorlijn van Station Bordeaux-Saint-Jean naar het Spaanse Irun en wordt bediend door treinen van het netwerk TER Nouvelle-Aquitaine die rijden op het traject Bordeaux-Saint-Jean - Arcachon. Er stopt ongeveer 1 trein per uur in elke richting en er stappen zo'n 500 reizigers per dag in en uit.
De halte is geopend op 7 mei 1841, bij de opening van de lijn Bordeaux - La Teste door de Compagnie du chemin de fer de Bordeaux à La Teste.
Bij de halte zijn er aansluitingen op buslijnen van de TBC, het openbaarvervoersnetwerk van de stadsregio Bordeaux.